# Mołoszkowice
Mołoszkowice (ukr. Молошковичі) – wieś na Ukrainie, w rejonie jaworowskim obwodu lwowskiego. Wieś liczy około 680 mieszkańców.
Znajduje tu się przystanek kolejowy Mołoszkowice, położony na linii Zatoka - Jaworów.

## Historia
W II Rzeczypospolitej do 1934 samodzielna gmina jednostkowa. Następnie należała do zbiorowej wiejskiej gminy Bruchnal w powiecie jaworowskim w woj. lwowskim. Po wojnie wieś weszła w struktury administracyjne Związku Radzieckiego.